# Bistum Brünn
Das Bistum Brünn (tschechisch Biskupství brněnské bzw. Diecéze brněnská; lateinisch Dioecesis Brunensis) ist eine Suffragandiözese des Erzbistums Olmütz in Tschechien mit Sitz in Brünn (Brno).

Kathedrale St. Peter und Paul in Brünn

## Geschichte
Nach den Grenzverschiebungen der Schlesischen Kriege, die endgültig 1763 im Hubertusburger Frieden festgelegt wurden, sollten auch die Bistumsgrenzen an die neuen Staatsgrenzen angepasst werden. Bei den hierzu 1773–1774 geführten Geheimverhandlungen zwischen Österreich, Preußen und dem Heiligen Stuhl, die die Schaffung der Bistümer Troppau und Brünn vorsahen, konnte jedoch keine Einigung erzielt werden. Nach dem Tod des Olmützer Bischofs Maximilian Reichsgraf von Hamilton wurden die Verhandlungen wieder aufgenommen, scheiterten jedoch an der ablehnenden Haltung Preußens, das auf große Teile des Erzbistums Breslau, die nunmehr in Österreichisch-Schlesien lagen, hätte verzichten müssen. Die böhmische Königin Maria Theresia gab deshalb die Gründung eines Bistums Troppau auf und verhandelte Anfang 1777 mit dem Heiligen Stuhl um die Errichtung des Bistums Brünn, dessen Notwendigkeit sie mit seelsorglichen Aspekten begründete.

### Gründung
Papst Pius VI. gründete im Sommer 1777 für den mittleren und südlichen Teil Mährens das Bistum Brünn, dem die Kreise Brünn, Znojmo und Jihlava sowie die Herrschaften Chirlowitz und Wischau zugewiesen wurden. Gleichzeitig erhob er das Bistum Olmütz zum Erzbistum und Brünn zu dessen Suffragandiözese. 
Das neue Bistum Brünn bestand aus 18 Dekanaten mit 151 Pfarreien und 28 Lokalien. Kathedrale wurde die Brünner Kollegiatkirche St. Peter und Paul. Das dort seit 1298 bestehende Kollegiatkapitel wurde zum Domkapitel erhoben, und dessen Propst Matthias Franz Chorinský von Ledska zum ersten Bischof ernannt.
Große Probleme ergaben sich für das neu gegründete Bistum bei der Priesterausbildung, nachdem 1773 die Jesuitenkollegien in Brünn, Znaim und Iglau aufgehoben worden waren. Da Brünn Sitz der mährischen Landesregierung war, wurde 1778 die Universität Olmütz mit der Theologischen Fakultät nach Brünn verlegt, geriet jedoch bald in Auseinandersetzungen zwischen Jansenisten und konservativen Theologen, auf deren Seite Bischof Chorinský stand, der sich jedoch nicht durchsetzen konnte. Die Universität wurde 1782 nach Olmütz zurückverlegt und im selben Jahr auf Diözesangebiet auf Weisung Josephs II. acht Klöster, darunter die bedeutende Abtei Klosterbruck, aufgelöst. 
Chorinskýs Nachfolger Johann Baptist Lachenbauer, ein Anhänger der Josephinischen Reformen, war bestrebt, diese mustergültig umzusetzen. Erst in der Amtszeit des Bischofs Vinzenz Joseph Graf von Schrattenbach konnte im Gebäude des ehemaligen Dominikanerklosters das Brünner Priesterseminar errichtet werden. 1862 wurde das Dekanat Wischau ausgegliedert und dem Erzbistum Olmütz zuwiesen.
Nach dem Tod des Bischofs Karel Skoupý 1972 trat bis 1989 eine Sedisvakanz ein, da die kommunistischen Machthaber der damaligen Tschechoslowakei eine Neueinsetzung verhinderten. Erst nach der Samtenen Revolution von 1989 konnte Vojtěch Cikrle zum neuen Bischof von Brünn ernannt und geweiht werden. Ihm folgte 2022 der vormalige Brünner Weihbischof Pavel Konzbul.